# Мукачево (Кугарчинский район)
Мукачево (баш. Мохас) — деревня в Кугарчинском районе Республики Башкортостан Российской Федерации. Входит в состав Исимовского сельсовета.

## История
Название деревни Мукачево (Курмишкино) происходило от антропонима Мокас. В начале прошлого столетия в ней проживали 65-летний Ирали, Тусали и Бирдали Мукачевы — сыновья основателя этой деревни. В 1795 г. в деревне был 21 двор (177 человек), в 1859 г. — 44 (280 человек), в 1920 г. — 50 дворов с 240 жителями (д. 406). Деревня Мукачево принадлежала к тюбе Атайсал. С 60-х годов прошлого века она стала центром сельского общества, куда входили деревни Смаково, Санзяпово, Каскиново. В 1842 г. на каждого из 250 человек засевали по 2,6 пуда ярового хлеба.
МУКАЧЕВО (Моҡас), деревня в Кугарчинском р‑не, относится к Исимовскому с/с. Расположена на р. Б.Ик (приток р. Сакмара), в 33 км к Ю.‑З. от райцентра и 80 км к Ю.‑В. от ж.‑д. ст.Мелеуз. Нас.: в 1900 — 146 чел.; 1920 — 245; 1939 — 246; 1959 — 262; 1989 — 159; 2002 — 167; 2010 — 149 человек. Живут башкиры (2002). Есть нач. школа, фельдшерско-акушерский пункт, клуб.
Основана башкирами Бурзянской вол. Ногайской дороги на собств. землях, по др. данным, башкирами Кара-Кипчакской вол. той же дороги, известна с 1768 под назв. Бакирово (по имени первопоселенца Бакира Игимбетова). В 1795 в 21 дворе проживало 177 чел., в 1866 в 24 дворах — 130 человек, учтена как М. (Мукаево, Бакирово). Занимались скот‑вом, земледелием. Была мечеть. В 1920 фиксировалась под назв. М. (Курмишкино). Архивная копия от 22 января 2020 на Wayback Machine

## География

### Географическое положение
Расстояние до:
- районного центра (Мраково): 33 км,
- центра сельсовета (Исимово): 8 км,
- ближайшей ж/д станции (Мелеуз): 80 км.

## Население
| 2002 | 2009 | 2010 |
| ---- | ---- | ---- |
| 167  | ↗173 | ↘149 |

Национальный состав
Согласно переписи 2002 года, преобладающая национальность — башкиры (81 %).